# إيرمينسول

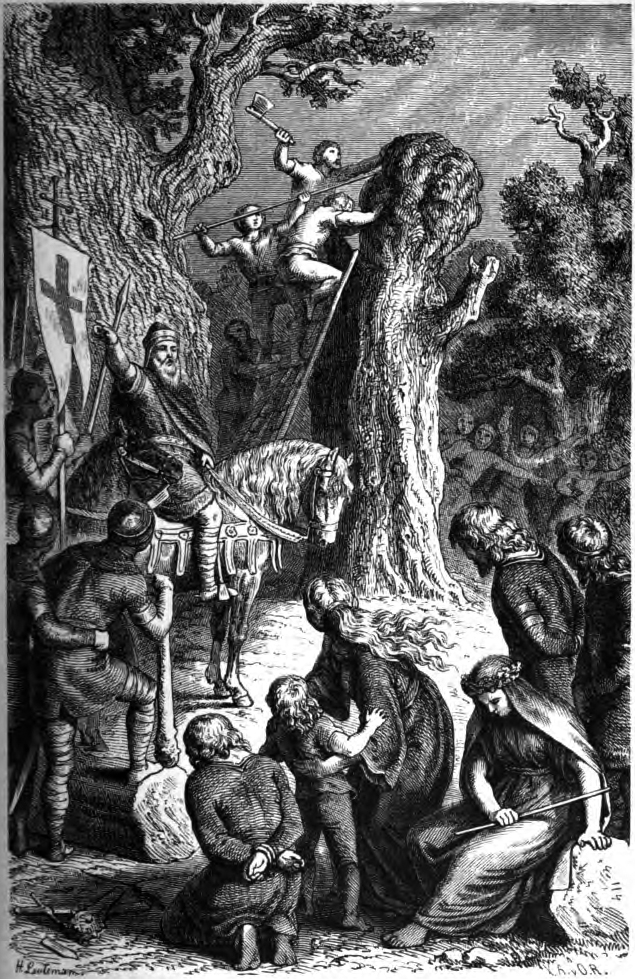
"تدمير إيرمينسول من قبل شارلمان" لهينريش لوتيمان، 1882

إيرمينسول ( سكسونية قديمة كان 'دعامة كبيرة') عمود مقدس تشبه كائن لعب دورا هاما في الوثنية الجرمانية لساكسون. تصف مصادر العصور الوسطى كيف تم تدمير إرمينسول بواسطة شارلمان خلال الحروب السكسونية. تم تبجيل الأشجار المقدسة والبساتين المقدسة على نطاق واسع من قبل الشعوب الجرمانية (بما في ذلك دونار أوك)، ويشير أقدم سرد لوصف إيرمينسولإلى أنه جذع شجرة نصبت في الهواء الطلق. 

## علم اصول الكلمات
كلمة سكسونية قديمة تعني «عمود كبير». العنصر الأول، Irmin- ( 'كبيرة') هو وما شابه ذلك بشروط مع بعض الأهمية في أماكن أخرى من الأساطير الجرمانية . بين الشعوب الجرمانية الشمالية، و الإسكندنافية القديمة شكل Irmin هو Jörmunr، الذي مثل Yggr هو واحد من أسماء أودين. 

## شهادات
تشاهد إيرمينسول في مجموعة متنوعة من الأعمال التاريخية التي تناقش تنصير الشعوب الجرمانية القارية:

## الحواشي
1. ↑  d'Alviella (1891:112).
2. ↑  Grimm (1835:115-119)